# Metztitlán
Metztitlán är en kommun i Mexiko.   Den ligger i delstaten Hidalgo, i den sydöstra delen av landet, 130 km norr om huvudstaden Mexico City. Antalet invånare är 20 123.
Följande samhällen finns i Metztitlán:
- Fontezuelas
- Tlatepexe
- Itxtayatla
- Macuila
- Jilotla
- Tecruz Cozapa
- El Carrizal
- Los Arcos
- Coyometeco
- Atzingo
- Pontadhó
- Coalquizque
- Olotla
- Chimalacatla
- Estocuapa
- Tecruz de Anáhuac
- Tezochuca
- Ayacatzintla
- El Salitre
- Jiliapa
- La Cumbre Jagüey Seco
- Tlamaya
- Tochintla
- Tepecahuantla
- Pilas y Granadas
- Pie de la Cuesta
- Cacalome